# 1999 DQ8
1999 DQ8, também escrito como 1999 DQ8, é um objeto transnetuniano (TNO) que está localizado no cinturão de Kuiper, uma região do Sistema Solar. Este corpo celeste é classificado como um cubewano. Ele possui uma magnitude absoluta (H) de 9,1 e, tem um diâmetro estimado com cerca de 67 km.

## Descoberta
1999 DQ8 foi descoberto no dia 16 de fevereiro de 1999 pelos astrônomos B. Gladman, J. J. Kavelaars, A. Morbidelli e M. J. Holman.

## Órbita
A órbita de 1999 DQ8 tem uma excentricidade de 0.000 e possui um semieixo maior de 45.318 UA. O seu periélio leva o mesmo a uma distância de 45.318 UA em relação ao Sol e seu afélio a 45.318.